# Квинт Цецилий Метелл Пий Сципион
Квинт Цеци́лий Мете́лл Пий Сципио́н (лат. Quintus Caecilius Metellus Pius Scipiō; 95 или 94 — 46 годы до н. э.) — римский военачальник и политический деятель, консул 52 года до н. э. Был одним из знатнейших римлян своей эпохи, перешёл по усыновлению из патрицианского рода Корнелиев в плебейский род Цецилиев, в семью Квинта Цецилия Метелла Пия. С молодых лет был противником Марка Порция Катона и стоявшей за ним консервативной части сената. В 52 году до н. э. выдал свою дочь за Гнея Помпея Великого и с этого момента был верным союзником зятя, претендуя на второе место в помпеянской «партии». Выступал против Гая Юлия Цезаря в сенате. Когда началась гражданская война, был назначен наместником провинции Сирия (январь 49 года до н. э.). Собрав там войска и деньги, летом 48 года до н. э. в Греции присоединился к Помпею и разделил с ним верховное командование. В битве при Фарсале командовал центром помпеянской армии, после разгрома бежал в Африку, там возглавил новую армию и заключил союз с царём Нумидии Юбой. В битве при Тапсе в апреле 46 года до н. э. снова потерпел поражение. Погиб при попытке прорваться в Испанию.

## Происхождение
По рождению Квинт Цецилий принадлежал к патрицианскому роду Корнелиев, к старшей ветви Корнелиев Сципионов. Первым из Сципионов Назик был его предок в пятом поколении, консул 191 года до н. э., получивший прозвище «остроносый» (Nasica), которое стало вторым когноменом. Этот нобиль был сыном Гнея Корнелия Сципиона Кальва и соответственно двоюродным братом Публия Корнелия Сципиона Африканского. Cыном первого Назики был Публий Корнелий Сципион Назика Коркул, двукратный консул (в 162 и 155 годах до н. э.), внуком — Публий Корнелий Сципион Назика Серапион (консул 138 года до н. э. и верховный понтифик, известный в первую очередь как убийца своего кузена Тиберия Семпрония Гракха), правнуком — ещё один Назика Серапион (консул 111 года до н. э.). Наконец, сын этого Назики и отец Метелла Сципиона в своей карьере достиг только претуры (предположительно в 93 году до н. э.).
По женской линии Квинт Цецилий происходил по прямой линии от Сципиона Африканского через жену Назики Коркула. Мать Квинта, Лициния Прима, была дочерью Луция Лициния Красса (консула 95 года до н. э., цензора 92 года до н. э. и лучшего оратора эпохи), внучкой Квинта Муция Сцеволы Авгура и правнучкой Гая Лелия Мудрого. Наконец, через жену Назики Серапиона-младшего Метелл Сципион был правнуком Квинта Цецилия Метелла Македонского. Исследователи называют его «обладателем самой знатной в Риме родословной», а Марк Туллий Цицерон говорит в трактате «Брут», что род Квинта «ведёт своё начало от истоков самой мудрости».
Будущий Метелл Сципион, носивший изначально преномен Публий, был старшим сыном в семье. Его брата позже усыновил через завещание дед по матери, Луций Лициний Красс (в результате появилось новое имя, Луций Лициний Красс Сципион). Публий же, будучи уже взрослым человеком, был усыновлён, тоже по завещанию, своим троюродным дядей Квинтом Цецилием Метеллом Пием — верховным понтификом, консуляром, в былые времена ближайшим сподвижником Луция Корнелия Суллы и победителем Квинта Сертория. С этого момента он принадлежал к выдающемуся плебейскому роду Цецилиев Метеллов, происходившему, согласно легенде, либо от сына бога Вулкана Цекула (основателя города Пренесте), либо от спутника Энея Цека, и давшему Риму множество высших магистратов.
Существует гипотеза, что в момент усыновления Публий не перешёл из патрицианского сословия в плебейское и что такие переходы в принципе не были предусмотрены римским правом для усыновления по завещанию. Аргументом в пользу этого предположения является тот факт, что новоявленный Цецилий Метелл впоследствии занимал должность интеррекса, закрытую для плебеев. Поскольку в 60 году до н. э., по одной из версий, Метелл Сципион добивался народного трибуната, антиковед Вайнриб предположил, что этот нобиль мог считаться одновременно и плебеем, и патрицием. Другие учёные эту гипотезу отвергают.
| \| \| \| \| \| \| \| \| \| \| \| \| \| \| \| \| \| \| \| \| Публий Корнелий Сципион Назика Коркул \| \| \| \| \| \| \| \| \| \| \| \| \| \| \| \| \| \| \| \| \| \| \| \| \| \| \| \| \| \| \| \| \| \| \| \| \| \| \| \| \| \| \| \| \| \| \| \| \| \| \| \| \| \| Публий Корнелий Сципион Назика Серапион \| \| \| \| \| \| \| \| \| \| \| \| \| \| \| \| \| \| \| \| \| \| \| \| \| \| \| \| \| \| \| \| \| \| \| \| \| \| \| \| \| \| \| \| \| \| \| \| \| \| \| \| \| \| Корнелия Старшая \| \| \| \| \| \| \| \| \| \| \| \| \| \| \| \| \| \| \| \| \| \| \| \| \| \| \| \| \| \| \| \| \| \| \| \| \| \| \| \| \| \| \| \| \| \| \| \| \| \| \| \| \| \| Публий Корнелий Сципион Назика Серапион \| \| \| \| \| \| \| \| \| \| \| \| \| \| \| \| \| \| \| \| \| \| \| \| \| \| \| \| \| \| \| \| \| \| \| \| \| \| \| \| \| \| \| \| \| \| \| \| \| \| \| \| \| \| Публий Корнелий Сципион Назика \| \| \| \| \| \| \| \| \| \| \| \| \| \| \| \| \| \| \| \| \| \| \| \| \| \| \| \| \| \| \| \| \| \| \| \| \| \| \| \| \| \| \| \| \| \| \| \| \| \| \| \| \| \| Квинт Цецилий Метелл \| \| \| \| \| \| \| \| \| \| \| \| \| \| \| \| \| \| \| \| \| \| \| \| \| \| \| \| \| \| \| \| \| \| \| \| \| \| \| \| \| \| \| \| \| \| \| \| \| \| \| \| \| \| Квинт Цецилий Метелл Македонский \| \| \| \| \| \| \| \| \| \| \| \| \| \| \| \| \| \| \| \| \| \| \| \| \| \| \| \| \| \| \| \| \| \| \| \| \| \| \| \| \| \| \| \| \| \| \| \| \| \| \| \| \| \| Цецилия \| \| \| \| \| \| \| \| \| \| \| \| \| \| \| \| \| \| \| \| \| \| \| \| \| \| \| \| \| \| \| \| \| \| \| \| \| \| \| \| \| \| \| \| \| \| \| \| \| \| \| \| \| \| Квинт Цецилий Метелл Пий Сципион \| \| \| \| \| \| \| \| \| \| \| \| \| \| \| \| \| \| \| \| \| \| \| \| \| \| \| \| \| \| \| \| \| \| \| \| \| \| \| \| \| \| \| \| \| \| \| \| \| \| \| \| \| \| Гай Лициний Красс (предположительно) \| \| \| \| \| \| \| \| \| \| \| \| \| \| \| \| \| \| \| \| \| \| \| \| \| \| \| \| \| \| \| \| \| \| \| \| \| \| \| \| \| \| \| \| \| \| \| \| \| \| \| \| \| \| Луций Лициний Красс \| \| \| \| \| \| \| \| \| \| \| \| \| \| \| \| \| \| \| \| \| \| \| \| \| \| \| \| \| \| \| \| \| \| \| \| \| \| \| \| \| \| \| \| \| \| \| \| \| \| \| \| \| \| Луций Лициний Красс \| \| \| \| \| \| \| \| \| \| \| \| \| \| \| \| \| \| \| \| \| \| \| \| \| \| \| \| \| \| \| \| \| \| \| \| \| \| \| \| \| \| \| \| \| \| \| \| \| \| \| \| \| \| Лициния \| \| \| \| \| \| \| \| \| \| \| \| \| \| \| \| \| \| \| \| \| \| \| \| \| \| \| \| \| \| \| \| \| \| \| \| \| \| \| \| \| \| \| \| \| \| \| \| \| \| \| \| \| \| Квинт Муций Сцевола \| \| \| \| \| \| \| \| \| \| \| \| \| \| \| \| \| \| \| \| \| \| \| \| \| \| \| \| \| \| \| \| \| \| \| \| \| \| \| \| \| \| \| \| \| \| \| \| \| \| \| \| \| \| Квинт Муций Сцевола Авгур \| \| \| \| \| \| \| \| \| \| \| \| \| \| \| \| \| \| \| \| \| \| \| \| \| \| \| \| \| \| \| \| \| \| \| \| \| \| \| \| \| \| \| \| \| \| \| \| \| \| \| \| \| \| Муция \| \| \| \| \| \| \| \| \| \| \| \| \| \| \| \| \| \| \| \| \| \| \| \| \| \| \| \| \| \| \| \| \| \| \| \| \| \| \| \| \| \| \| \| \| \| \| \| \| \| \| \| \| \| Гай Лелий Мудрый \| \| \| \| \| \| \| \| \| \| \| \| \| \| \| \| \| \| \| \| \| \| \| \| \| \| \| \| \| \| \| \| \| \| \| \| \| \| \| \| \| \| \| \| \| \| \| \| \| \| \| \| \| \| Лелия Старшая \| \| \| \| \| \| \| \| \| \| \| \| \| \| \| \| \| \| \| \| \| \| \| \| \| \| \| \| \| \| \| \| \| \| \| \| \| \| \| \| \| \| \| \| \| \| \| \| \| \| \| \| |                                         |  |  |  |  |  |  |  |  |  |  |  |  |  |  |  |
| |                                         |  |  |  |  |  |  |  |  |  |  |  |  |  |  |  |
| | Публий Корнелий Сципион Назика Коркул   |  |  |  |  |  |  |  |  |  |  |  |  |  |  |  |
| |                                         |  |  |  |  |  |  |  |  |  |  |  |  |  |  |  |
| |                                         |  |  |  |  |  |  |  |  |  |  |  |  |  |  |  |
| | Публий Корнелий Сципион Назика Серапион |  |  |  |  |  |  |  |  |  |  |  |  |  |  |  |
| |                                         |  |  |  |  |  |  |  |  |  |  |  |  |  |  |  |
| |                                         |  |  |  |  |  |  |  |  |  |  |  |  |  |  |  |
| | Корнелия Старшая                        |  |  |  |  |  |  |  |  |  |  |  |  |  |  |  |
| |                                         |  |  |  |  |  |  |  |  |  |  |  |  |  |  |  |
| |                                         |  |  |  |  |  |  |  |  |  |  |  |  |  |  |  |
| | Публий Корнелий Сципион Назика Серапион |  |  |  |  |  |  |  |  |  |  |  |  |  |  |  |
| |                                         |  |  |  |  |  |  |  |  |  |  |  |  |  |  |  |
| |                                         |  |  |  |  |  |  |  |  |  |  |  |  |  |  |  |
| | Публий Корнелий Сципион Назика          |  |  |  |  |  |  |  |  |  |  |  |  |  |  |  |
| |                                         |  |  |  |  |  |  |  |  |  |  |  |  |  |  |  |
| |                                         |  |  |  |  |  |  |  |  |  |  |  |  |  |  |  |
| | Квинт Цецилий Метелл                    |  |  |  |  |  |  |  |  |  |  |  |  |  |  |  |
| |                                         |  |  |  |  |  |  |  |  |  |  |  |  |  |  |  |
| |                                         |  |  |  |  |  |  |  |  |  |  |  |  |  |  |  |
| | Квинт Цецилий Метелл Македонский        |  |  |  |  |  |  |  |  |  |  |  |  |  |  |  |
| |                                         |  |  |  |  |  |  |  |  |  |  |  |  |  |  |  |
| |                                         |  |  |  |  |  |  |  |  |  |  |  |  |  |  |  |
| | Цецилия                                 |  |  |  |  |  |  |  |  |  |  |  |  |  |  |  |
| |                                         |  |  |  |  |  |  |  |  |  |  |  |  |  |  |  |
| |                                         |  |  |  |  |  |  |  |  |  |  |  |  |  |  |  |
| | Квинт Цецилий Метелл Пий Сципион        |  |  |  |  |  |  |  |  |  |  |  |  |  |  |  |
| |                                         |  |  |  |  |  |  |  |  |  |  |  |  |  |  |  |
| |                                         |  |  |  |  |  |  |  |  |  |  |  |  |  |  |  |
| | Гай Лициний Красс (предположительно)    |  |  |  |  |  |  |  |  |  |  |  |  |  |  |  |
| |                                         |  |  |  |  |  |  |  |  |  |  |  |  |  |  |  |
| |                                         |  |  |  |  |  |  |  |  |  |  |  |  |  |  |  |
| | Луций Лициний Красс                     |  |  |  |  |  |  |  |  |  |  |  |  |  |  |  |
| |                                         |  |  |  |  |  |  |  |  |  |  |  |  |  |  |  |
| |                                         |  |  |  |  |  |  |  |  |  |  |  |  |  |  |  |
| | Луций Лициний Красс                     |  |  |  |  |  |  |  |  |  |  |  |  |  |  |  |
| |                                         |  |  |  |  |  |  |  |  |  |  |  |  |  |  |  |
| |                                         |  |  |  |  |  |  |  |  |  |  |  |  |  |  |  |
| | Лициния                                 |  |  |  |  |  |  |  |  |  |  |  |  |  |  |  |
| |                                         |  |  |  |  |  |  |  |  |  |  |  |  |  |  |  |
| |                                         |  |  |  |  |  |  |  |  |  |  |  |  |  |  |  |
| | Квинт Муций Сцевола                     |  |  |  |  |  |  |  |  |  |  |  |  |  |  |  |
| |                                         |  |  |  |  |  |  |  |  |  |  |  |  |  |  |  |
| |                                         |  |  |  |  |  |  |  |  |  |  |  |  |  |  |  |
| | Квинт Муций Сцевола Авгур               |  |  |  |  |  |  |  |  |  |  |  |  |  |  |  |
| |                                         |  |  |  |  |  |  |  |  |  |  |  |  |  |  |  |
| |                                         |  |  |  |  |  |  |  |  |  |  |  |  |  |  |  |
| | Муция                                   |  |  |  |  |  |  |  |  |  |  |  |  |  |  |  |
| |                                         |  |  |  |  |  |  |  |  |  |  |  |  |  |  |  |
| |                                         |  |  |  |  |  |  |  |  |  |  |  |  |  |  |  |
| | Гай Лелий Мудрый                        |  |  |  |  |  |  |  |  |  |  |  |  |  |  |  |
| |                                         |  |  |  |  |  |  |  |  |  |  |  |  |  |  |  |
| |                                         |  |  |  |  |  |  |  |  |  |  |  |  |  |  |  |
| | Лелия Старшая                           |  |  |  |  |  |  |  |  |  |  |  |  |  |  |  |
| |                                         |  |  |  |  |  |  |  |  |  |  |  |  |  |  |  |
| |                                         |  |  |  |  |  |  |  |  |  |  |  |  |  |  |  |

## Имя
При рождении будущий Метелл Сципион получил имя Публий Корнелий Сципион Назика. После усыновления его официально именовали Квинт Цецилий Метелл Пий Сципион, сын Квинта, из Фабиевой трибы, и эта форма имени используется как минимум в двух постановлениях сената. Квинтом Метеллом этот нобиль именуется в одной из речей Цицерона (в официальном контексте), у Аскония Педиана, на надписи в Пергаме и на монетах, отчеканенных в Африке в 46 году до н. э. Цицерон в одном из писем назвал его Назикой, но нет свидетельств, что Квинт сам использовал этот агномен после перехода в род Цецилиев. В источниках встречается наименование Метелл. Чаще всего латинские авторы пишут о Сципионе или даже Публии Сципионе. Так называют Квинта Цецилия по старой памяти Цицерон, эпитоматор Тита Ливия, Валерий Максим, Светоний.
Аппиан и Дион Кассий явно ошиблись, назвав Метелла Сципиона Луцием Сципионом и Квинтом Сципионом соответственно.

## Биография

### Ранние годы
Рождение Публия Корнелия (будущего Квинта Цецилия) учёные датируют, исходя из хронологии его карьеры и требований Корнелиева закона, определявшего минимальный возраст для каждой из высших магистратур, 95 годом до н. э. или началом 94 года до н. э. По-видимому, Публий рано потерял родного отца, поскольку уже в 78 году до н. э. был главой семьи. Первые упоминания о нём в сохранившихся источниках относятся к концу 81 или началу 80 года до н. э.: тогда юный Сципион оказал поддержку старому клиенту своей семьи Сексту Росцию из Америи, обвинённому в отцеубийстве. Это было время диктатуры Луция Корнелия Суллы, и обвинение было инспирировано вследствие интриг всемогущего вольноотпущенника диктатора — Корнелия Хрисогона. Тем не менее, Сципион выступил в роли официального заступника. Вместе со своим двоюродным дядей Марком Цецилием Метеллом он сидел в суде рядом с обвиняемым, оказывая ему моральную поддержку. Защитником Росция стал начинавший тогда свою карьеру Марк Туллий Цицерон, и суд вынес оправдательный приговор.
Приблизительно к 75—73 годам до н. э. исследователи относят женитьбу Публия Корнелия, ставшую причиной громкого скандала. Известно, что Сципион обручился с патрицианкой Эмилией Лепидой, а потом расторг помолвку; Лепиду просватал Марк Порций Катон (известный впоследствии как Утический), но Публий перед самой свадьбой передумал ещё раз и, всё-таки, женился на Лепиде. По словам Плутарха, «в страшном гневе и ожесточении Катон хотел было обратиться в суд, но друзья удержали его, и тогда его юношеский запал и жгучая обида излились в ямбах: он осы́пал Сципиона бранью, употребив для этого всю едкость Архилоха». Публий в ответ издал целую книгу, «в которой бранил и оскорблял Катона». Это стало причиной большой вражды, продолжавшейся несколько десятилетий.
В 70 году до н. э., когда Цицерон привлёк к суду наместника Сицилии Гая Верреса, Публий Корнелий принял участие в процессе как один из защитников. Не вполне ясно, почему он на это пошёл: в числе истцов были его клиенты, жители города Сегеста, а о каких-либо связях между Сципионом и Верресом (родственных или иных) источники не сообщают. Возможно, обвиняемый, обладатель огромного богатства, попросту купил поддержку столь знатного нобиля; могло сыграть роль и родство Публия с другими защитниками — тем же Марком Цецилием Метеллом и двумя его братьями, Квинтом и Луцием. Цицерон в одной из своих речей против Верреса (оставшейся, правда, непроизнесённой) обращается к Сципиону, говоря, что именно последнему следовало бы быть обвинителем, дабы защитить клиентов и память о Сципионе Африканском. Главным защитником Верреса был выдающийся оратор Квинт Гортензий Гортал, но подсудимому всё-таки пришлось уйти в изгнание вскоре после начала процесса.
В 63 году до н. э. умер Квинт Цецилий Метелл Пий. Публий Корнелий в соответствии с завещанием умершего стал его сыном и получил новое имя. Почему для усыновления был выбран именно он, неясно: Публий на тот момент никак себя не проявил, и, возможно, ключевую роль сыграло его происхождение от Метеллов через бабку по отцу. Новоявленный Квинт Цецилий был избран в жреческую коллегию понтификов, заняв место приёмного отца (верховным понтификом стал Гай Юлий Цезарь).

### Политическая карьера
Не позже 64 года до н. э., по мнению некоторых учёных, Метелл Сципион должен был занимать должность квестора, с которой по традиции начиналась политическая карьера любого римского аристократа. Существует гипотеза, что его квестура приходится на 63 год до н. э., когда был раскрыт заговор Катилины. Квинт Цецилий был одним из трёх нобилей (наряду с Марком Лицинием Крассом и Марком Клавдием Марцеллом), которые ночью с 20 на 21 октября 63 года принесли консулу Марку Туллию Цицерону только что полученные анонимные письма с предупреждением о готовящейся в городе резне и предложением уехать из Рима. Эти письма были написаны Луцием Сергием Катилиной; получил их Красс, но они были адресованы разным сенаторам. Одни учёные полагают, что Метелл Сципион был в числе адресатов, другие — что и он, и Марцелл пришли к консулу вместе с Крассом, только чтобы засвидетельствовать передачу писем. В любом случае Квинт оказал Цицерону большую услугу: письма стали первыми доказательствами реального существования заговора.
Источники только изредка упоминают Квинта Цецилия в эти годы, оставляя пространство для гипотез. Так, известно, что в июне 60 года до н. э. Метелл Сципион выиграл какие-то выборы у Марка Фавония, друга Катона, и тот обвинил его в подкупе избирателей, но проиграл судебный процесс (защитником Квинта был Цицерон). Речь могла идти о выборах народных трибунов, эдилов или даже квесторов, причём, судя по времени, на текущий год: видимо, один из магистратов скончался, и была нужна замена. В 57 году до н. э. Метелл Сципион организовал роскошные игры в память о приёмном отце (есть версия, что он сделал это в качестве курульного эдила). В связи с событиями того года Квинт упоминается и как понтифик. Публий Клодий Пульхр добился разрушения дома своего врага Цицерона и посвящения земельного участка богам, но большинство в коллегии понтификов, к которому примкнул и Метелл Сципион, настояло на возвращении земли владельцу.
Не позже 55 года до н. э., учитывая дату консулата и требования Корнелиева закона, Квинт Цецилий должен был занимать должность претора. После претуры он управлял какой-то провинцией и в 54 году до н. э., вернувшись в Рим, отпраздновал триумф в связи со своими военными победами. В первой половине 53 года до н. э. Метелл Сципион занимал должность интеррекса («междуцаря»). Междуцарствие было объявлено из-за того, что римляне до июля не могли избрать консулов на текущий год; интеррекс не мог исполнять свои обязанности дольше пяти дней, так что Квинт стал одним из нескольких десятков нобилей, сменявших друг друга на этом посту. Возможно, избран он был только из-за чрезвычайных обстоятельств: в принципе, интеррексом мог стать только патриций.
В том же году Метелл Сципион выдвинул свою кандидатуру в консулы на следующий год, а вместе с ним это сделали плебеи Тит Анний Милон и Публий Плавтий Гипсей. На претуру претендовал скандальный политик-популяр Публий Клодий Пульхр, который поддержал Квинта. Борьба велась с использованием всех способов, включая незаконные. Дело дошло до открытых уличных столкновений между приверженцами кандидатов, причём в одной из таких стычек даже был ранен камнем действующий консул Гней Домиций Кальвин. До конца года избрать магистратов не удалось, а в январе 52 года до н. э. Публий Клодий был убит людьми Милона. Известно, что после этого толпа клодианцев принесла к дому Квинта Цецилия консульские фасции, а через несколько дней в сенате Квинт произнёс речь против некоего М. Цепиона (предположительно Марка Юния Брута), причастного, по его словам, к убийству. Брут был племянником Катона, а значит, эти события можно расценивать как очередное столкновение двух старых врагов.
Чтобы избежать полной анархии, сенат сделал единственным консулом Гнея Помпея Великого. Метелл выдал за последнего свою дочь. Вскоре Квинт Цецилий был привлечён к суду Гаем Меммием; этот нобиль, обвинённый в подкупе избирателей на консульских выборах, выдвинул против Квинта аналогичное обвинение, поскольку принятый незадолго до того закон гласил: «тот, кто донесёт на ближнего, освобождается от наказания». Помпей, чтобы поддержать тестя, оделся в траур и попросил судей оправдать Метелла. Тогда, по словам Аппиана, «Меммий, оплакивая государственные порядки, прекратил дело». Позже народные трибуны предложили Помпею выбрать себе коллегу на остаток года, и тот предоставил консулат Метеллу (предположительно в июле-августе). Играя при зяте подчинённую роль, Квинт успел до конца полномочий добиться восстановления прав цензоров, ограниченных было Публием Клодием.
В последующие годы происходило сближение Метелла Сципиона вслед за Помпеем с консервативной частью сената, которую возглавлял Марк Порций Катон. Общим врагом для новой политической группировки, в которой Квинт Цецилий претендовал на второе место после зятя, стал Гай Юлий Цезарь, к тому моменту уже много лет правивший Галлией. Начиная с 51 года до н. э. Квинт Цецилий не раз поднимал в сенате вопрос о лишении Гая Юлия полномочий.

### Начало гражданской войны

Римская Республика в 40-е годы до н. э.

В январе 49 года до н. э. противостояние между Помпеем и Цезарем перешло на новый уровень. 1 января сторонники Помпея начали побуждать сенат к активным действиям. В частности, Метелл Сципион от имени Помпея (тот не мог находиться в Риме, поскольку был проконсулом) заявил, что «Помпей готов помочь государству, если сенат пойдёт за ним; но если сенат будет медлить и действовать слишком мягко, то, хотя бы впоследствии сенат и пожелал обратиться к нему с просьбой о помощи, все мольбы будут напрасными». Несмотря на колебания многих сенаторов, Квинт добился принятия ультиматума Цезарю: последний должен был к определённому сроку (предположительно к 1 июля) распустить армию, а в противном случае его следовало объявить «врагом отечества», замышляющим государственный переворот. Наконец, 7 января сенат принял (в том числе под давлением Метелла Сципиона) постановление, наделявшее неограниченными полномочиями Помпея и ряд его видных сторонников. Квинт Цецилий с империем проконсула был направлен в Сирию.
В своей провинции Метелл воевал с арабскими племенами, жившими в районе горы Аман. Успеха он не добился: его армия понесла серьёзные потери и была вынуждена отступить. Тем не менее, легионеры провозгласили своего командующего «Императором». Цезарь со свойственным ему сарказмом описал это так: «Сципион за некоторые поражения, понесённые им у Амана, провозгласил себя императором». Известно, что Квинт Цецилий казнил наследника иудейского престола Александра за его симпатии к цезарианцам. Но главной задачей проконсула было собрать на Востоке, в Сирии и Азии, максимальное количество денег и людей для ведения гражданской войны. Цезарь оставил явно тенденциозное описание этих событий:

…Со всей провинции без всякой пощады взыскивались наложенные взносы. Для удовлетворения корыстолюбия придумывались и многие другие налоги применительно к различным классам населения. Налагали подушную подать на рабов и свободных, устанавливали пошлины с колонн и дверей, требовали провианта, солдат, оружия, гребцов, метательных машин, повозок; вообще, стоило только подвести что-нибудь под какую-либо рубрику, и этого было уже достаточно для взыскания денег. Не только в города, но почти что во все села и небольшие укрепленные пункты назначались свои особые коменданты, и чем больше грубости и жестокости они проявляли, тем выше их ценили как людей и граждан. Вся провинция была полна ликторов и командиров, битком набита комиссарами и сборщиками, которые, помимо взыскания наложенных денег, заботились и о собственном барыше.
— Гай Юлий Цезарь. Записки о гражданской войне, III, 32.
Сирийские откупщики должны были закрыть все долги и сделать платежи на год вперёд; провинциалам пришлось не только платить дополнительные налоги, но и сформировать для проконсула конные отряды. Легионеры не хотели участвовать в гражданской войне, и, чтобы изменить их настроение, Квинт Цецилий расположил войска на зимние квартиры в Пергаме и других богатейших городах Азии. При этом Сирию он оставил фактически беззащитной перед лицом парфянской угрозы. Для раздачи солдатам Метелл Сципион отчеканил в Пергаме огромное количество монет — проконсульских кистофоров, на которых были изображены змеи, обвившиеся вокруг легионных орлов. В начале 48 года до н. э. по приказу Помпея Квинт двинулся на соединение с ним, на Балканы, где началось противостояние главных сил. По данным некоторых источников, только необходимость срочно выполнить этот приказ помешала Квинту ограбить храм Артемиды в Эфесе.
Два легиона Квинта Цецилия столкнулись в Македонии с высланными против них войсками Гнея Домиция Кальвина. Некоторое время две армии маневрировали, не вступая в бой. Потом Метелл Сципион обратил своё оружие против ещё одного легата Цезаря, Луция Кассия Лонгина, а для прикрытия оставил на реке Галиакмон Марка Фавония с восемью когортами; Кальвин потеснил Фавония, заставив того просить о помощи. Дион Кассий сообщает, что Квинт Цецилий, тем не менее, смог вытеснить Кальвина из Македонии. После этого он присоединился к основным силам помпеянцев в Фессалии, в городе Лариса.
Помпей разделил с Метеллом верховное командование. Известно, что Цезарь просил Квинта Цецилия через их общего друга, Авла Клодия, «воздействовать на Помпея и направить его на истинный путь», то есть склонить к миру, но Метелл так и не начал переговоры. По-видимому, он был уверен в победе помпеянцев: во всяком случае, он ежедневно спорил с Луцием Домицием Агенобарбом и Публием Корнелием Лентулом Спинтером о том, кому из троих достанется после войны должность верховного понтифика, и спорщики «доходили до тягчайших словесных оскорблений».
9 августа 48 года до н. э. при Фарсале произошла решающая битва. В ней Метелл командовал центром помпеянской армии, где стояли два его сирийских легиона. Более опытные цезарианцы одержали полную победу; войска Квинта после разгрома левого крыла помпеянцев попали под фланговый удар и после ожесточённой схватки обратились в бегство. Выжившие на следующий день сдались. Помпей бежал в Египет, а бо́льшая часть его военачальников, включая Метелла, Луция Афрания, Марка Петрея, Тита Лабиена, укрылась на Керкире. Им удалось собрать около 10 тысяч солдат, и с этими силами помпеянцы попытались утвердиться в Пелопоннесе, но были вытеснены цезарианцем Квинтом Фуфием Каленом. Тогда они разделились: Лабиен и Гней Помпей Младший направились в Испанию, Кассий в Понт, а Метелл — в Африку, где он рассчитывал объединить силы с наместником Публием Аттием Варом и царём Нумидии Юбой.

### Африканская война и гибель
Отношения между Квинтом Цецилием и Публием Аттием с самого начала не заладились, а вот Юба принял Сципиона как друг. Позже в Африку прибыл из Кирены Катон, и все местные помпеянцы, включая Сципиона, предлагали ему возглавить армию. Катон отказался в пользу Квинта Цецилия: во-первых, тот был консуляром, а Марк Порций — всего лишь преторием (бывшим претором), а во-вторых, со времён Второй Пунической войны существовало поверье, что в Африке всегда будут побеждать Сципионы. Поэтому Метелл Сципион стал главнокомандующим, и многолетняя вражда между ним и Катоном оказалась преодолена, хотя время от времени происходили стычки. Квинту удалось собрать огромные силы. Источники сообщают о 8 или даже 12 римских легионах и о 10—15 тысячах конников. Кроме того, под началом Юбы было, по данным автора «Африканской войны», 4 легиона, сформированных на римский манер, а по данным Аппиана, 30 тысяч пехоты, а также 20 тысяч кавалеристов, множество легковооружённых воинов, 60 или 120 боевых слонов.
Квинт Цецилий попал в непростое положение из-за того, что поддержка Юбы была слишком важна для помпеянской «партии». Царь понимал выгодность ситуации и открыто претендовал на власть над всей Африкой: очевидно, он был уверен, что после победы над Цезарем сможет аннексировать эту провинцию. Помпеянцам приходилось, по словам Плутарха, «прислуживать Юбе». Сципион особенно «заискивал перед Юбой и угождал ему». В частности, чтобы сделать приятное царю, он решил разрушить столицу провинции, Утику, а всех взрослых мужчин из этого города перебить; этому помешало только вмешательство Катона. Известно, что Сципион по требованию царя был вынужден отказаться от пурпурного плаща — традиционного атрибута римского полководца. В ожидании решающей схватки и римляне, и нумидийцы грабили провинциалов.

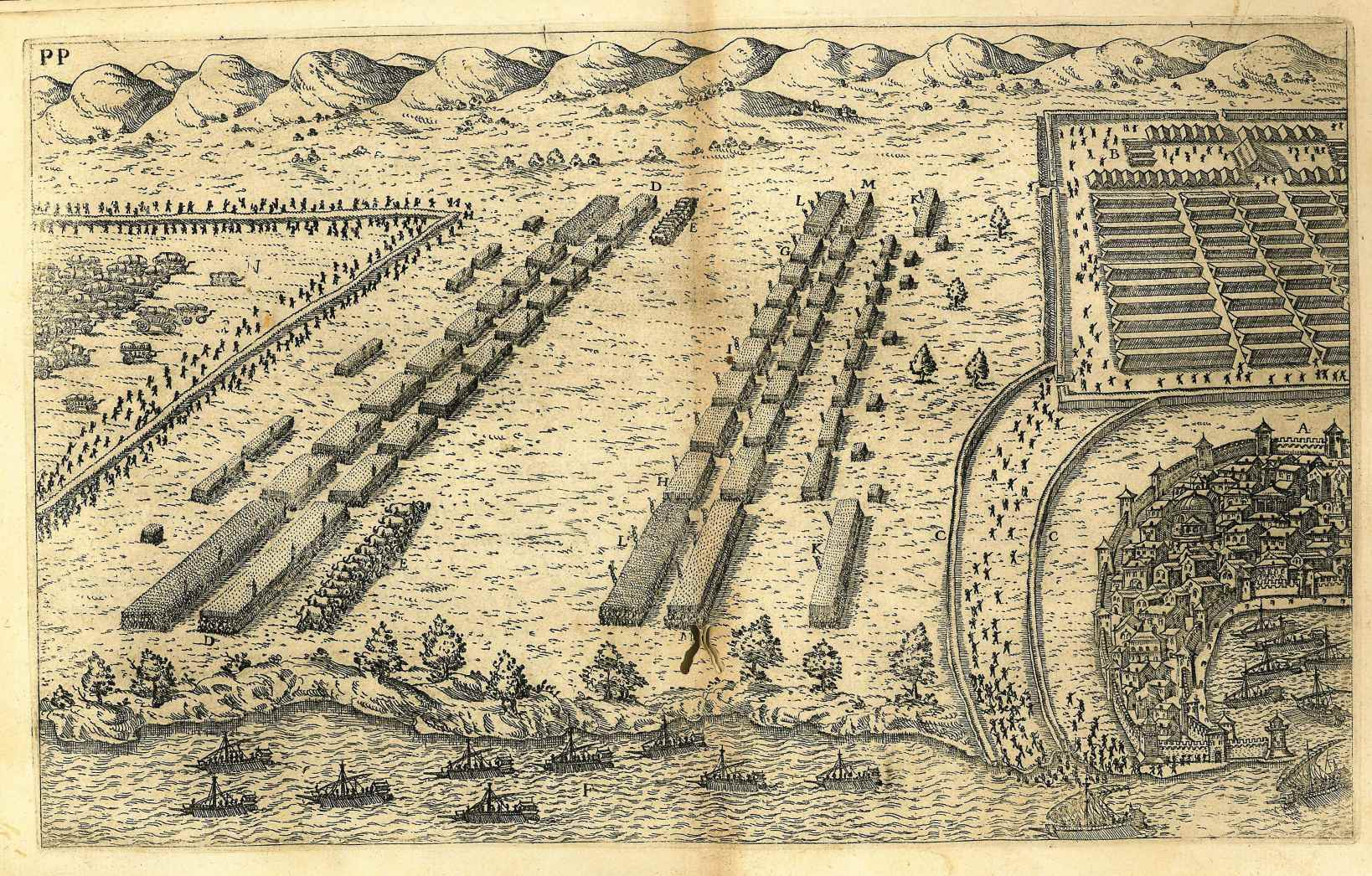
Битва при Тапсе: гравюра XVII века в стиле Палладио. Каждый слон прорисован отдельно.

В самом конце 47 года до н. э. Цезарь высадился в Африке. Постепенно он собрал под своим командованием 10 легионов; формальный статус главнокомандующего он предоставил, по данным Плутарха и Светония, некоему Сципиону Сальвитону, чтобы, таким образом, разрушить веру в заранее предопределённую победу Метелла Сципиона. Две армии долго маневрировали, не начиная генеральное сражение. При этом помпеянцы, обладая более сильной конницей, контролировали открытую местность, а их противник старался передвигаться по возвышенностям и занимать один за другим укреплённые пункты. Наконец, 4 апреля Цезарь осадил Тапс, и Сципион пришёл на помощь этому городу. 6 апреля произошла битва, о ходе которой источники сообщают противоречивые данные. Одни античные авторы пишут, что легионеры Цезаря двинулись в бой без приказа, заметив какой-то беспорядок в лагере Сципиона, и быстро обратили помпеянцев в бегство; по другим данным, схватка была ожесточённой и долгой: только вечером солдаты Квинта Цецилия побежали, а ночью был взят их лагерь.
Это был полный разгром. Источники сообщают о 10, 50 и даже 80 тысячах убитых помпеянцев. В последующие дни погибли и все видные представители помпеянской «партии», находившиеся в Африке. Квинт Цецилий попытался уйти морем в Испанию, на соединение с Гнеем Помпеем Младшим, но его корабли забросило штормом к Гиппону-Регию, где стояла эскадра цезарианца Публия Ситтия. Сципион был окружён врагами и пронзил себя мечом. Согласно эпитоматору Тита Ливия, перед смертью он объявил цезарианцам, которые «вызывали полководца»: «Император в добром здравии».

## Семья
Квинт Цецилий был женат на Эмилии Лепиде, происхождение которой точно неизвестно: она могла быть дочерью Марка Эмилия Лепида (консула 78 года до н. э.), Мамерка Эмилия Лепида Ливиана (консула 77 года до н. э.) или Мания Эмилия Лепида (консула 66 года до н. э.). В этом браке родилась (по-видимому, не раньше 74 года до н. э.) дочь, Корнелия Метелла. Она стала женой Публия Лициния Красса, сына триумвира; этот брак чаще всего датируют 55 годом до н. э., но он мог быть заключён и в 59 году. В 53 году до н. э. Корнелия Метелла овдовела и спустя всего полгода была выдана за Гнея Помпея Великого, для которого это был пятый брак. Она пережила и второго мужа и осталась бездетной.
Возможно, сыном Квинта Цецилия был умерший восемнадцатилетним Метелл Сципион, упомянутый в одной латинской надписи.

## Оценки личности и деятельности
Цицерон в трактате «Брут», написанном в 46 году до н. э., в ожидании известий об исходе Африканской войны, характеризует Квинта Цецилия как «хорошего собеседника и приятного оратора». В одной из речей он говорит о Метелле как о человеке, «украшенном высокими доблестями». При этом в личном письме Аттику Цицерон пишет о «позорном невежестве» Квинта: тот спутал статуи своих предков, Сципиона Африканского и Сципиона Назики Серапиона, поскольку не знал, что последний не избирался цензором. Благодаря Тациту известно, что Тит Ливий, в целом симпатизировавший помпеянцам, в утраченной части своего труда часто именовал Метелла Сципиона «выдающимся мужем»; во времена Юлиев-Клавдиев Квинта характеризовали исключительно как «разбойника и отцеубийцу». Луций Анней Флор пишет, что Сципион оказался достойным преемником Помпея (его имя «величественно зазвучало»), а битва при Тапсе превзошла масштабом битву при Фарсале.
Плутарх в биографии Катона пишет, что Квинт Цецилий точно так же, как до этого Помпей, пренебрегал благими советами Марка Порция; что он оказался плохим военачальником, а в случае победы был бы по отношению к согражданам «слишком крут и суров». Согласно биографу, Катон даже понял, что при любом исходе Африканской войны не сможет вернуться в Рим: ему пришлось бы бежать «от тяжёлого и жестокого нрава Сципиона» и его «возмутительного высокомерия». Цицерон в 49 году до н. э.в письме Аттику тоже рассуждал о возможных последствиях победы Квинта Цецилия, риторически вопрошая: «От какого преступления, по-твоему, удержится там Сципион, от какого Фавст, от какого Либон, когда их заимодавцы, говорят, сходятся? И что совершат они над гражданами, когда победят?».
Все античные авторы вне зависимости от их политических взглядов согласны с тем, что Квинт Цецилий умер очень достойно.
В историографии предметом дискуссии являются сословная принадлежность Метелла Сципиона после его усыновления Метеллом Пием, его политическая позиция в период до сближения с Гнеем Помпеем. Распространено мнение, что Квинт Цецилий был убеждённым оптиматом и принадлежал к наиболее консервативной части сената; Л. Тейлор полагает, что Сципион «находился в сфере притяжения Красса», Э. Грюн — что он придерживался нейтралитета, не примыкая ни к одной политической группировке. Яркая характеристика личности Метелла Сципиона принадлежит американскому исследователю Джону Коллинзу: «Ничтожество, политический реакционер, отвратительный развратник, некомпетентный и тупоголовый командир, недисциплинированный тиран, банкрот, жаждущий проскрипций», «недостойный отец кроткой Корнелии». По мнению Коллинза, только перед самой смертью Квинт Цецилий продемонстрировал, что мог бы оказаться достойным своих великих предков.
Метелл Сципион стал персонажем романов Колин Маккалоу «По воле судьбы» и «Падение титана, или Октябрьский конь». В этих книгах он изображён как человек с некрасивой внешностью, надменный и не слишком умный.